# The Waterboys
The Waterboys – szkocko-irlandzki zespół rockowy założony w 1981 r. w Edynburgu roku przez Mike’a Scotta, Anthony’ego Thistlethwaita i Kevina Wilkinsona. Później do zespołu dołączyli Karl Wallinger i Roddy Lorimer.

## Historia
Ich debiutancka płyta pt. Waterboys ukazała się w roku 1983, jednak szczyt sławy zdobyli w roku 1985 po wydaniu płyty This Is the Sea, zawierającej przebój The Whole of the Moon. Następnie ukazały się jeszcze płyty Fisherman’s Blues (1988) i Room To Roam (1990). Zespół rozpadł się w 1993 roku, a w 1999 Kevin Wilkinson popełnił samobójstwo.
W 2000 roku grupa się reaktywowała i wydała nowe albumy: A Rock in the Weary Land (2000), Too Close to Heaven (2001), Universal Hall (2003), Karma to Burn (2005) i Book Of Lightning (2007).

## Dyskografia

### Studyjne
- 1983: The Waterboys
- 1984: A Pagan Place
- 1985: This Is the Sea
- 1988: Fisherman’s Blues
- 1990: Room to Roam
- 1993: Dream Harder
- 2000: A Rock in the Weary Land
- 2001: Too Close to Heaven
- 2003: Universal Hall
- 2007: Book of Lightning
- 2011: An Appointment with Mr Yeats
- 2015: Modern Blues
- 2017: Out of All This Blue
- 2019: Where the Action Is[1]
- 2020: Good Luck, Seeker[2]
- 2022: All Souls Hill[3]
- 2025: Life, Death and Dennis Hopper[4]

### Koncertowe i składanki
- 1991: The Best of the Waterboys 81-90
- 1994: The Secret Life of the Waterboys 81-85
- 1998: The Live Adventures of the Waterboys
- 1998: The Whole of the Moon: the Music of Mike Scott and the Waterboys
- 2005: Karma to Burn

### Single
- 1983: A Girl Called Johnny
- 1983: December
- 1984: The Big Music
- 1985: The Whole of the Moon
- 1988: Fisherman’s Blues
- 1989: And a Bang on the Ear
- 1993: The Return of Pan
- 1993: Glastonbury Song
- 2001: Is She Conscious?
- 2007: Everbody Takes a Tumble
- 2011: Sweet Dancer
- 2017: If the Answer Is Yeah